# Кора-Урсдонское сельское поселение
Кора-Урсдонское се́льское поселе́ние — муниципальное образование в Дигорском районе Северной Осетии Российской Федерации.
Административный центр — село Кора-Урсдон.

## История
Статус и границы сельского поселения установлены Законом Республики Северная Осетия-Алания от 5 марта 2005 года № 13-рз «Об установлении границ муниципального образования Дигорский район, наделении его статусом муниципального района, образовании в его составе муниципальных образований - городского и сельских поселений и установлении их границ»

## Население
| 2002  | 2010  | 2011  | 2012  | 2013  | 2014  | 2015  |
| ----- | ----- | ----- | ----- | ----- | ----- | ----- |
| 1144  | ↗1190 | →1190 | ↘1186 | ↘1180 | ↗1185 | ↗1197 |
| 2016  | 2017  | 2018  | 2019  | 2020  | 2021  | 2023  |
| ↘1196 | ↘1193 | ↘1187 | ↗1194 | →1194 | ↗1208 | ↗1229 |
| 2024  |       |       |       |       |       |       |
| ↘1221 |       |       |       |       |       |       |

## Состав сельского поселения
| № | Населённый пункт | Тип населённого пункта | Население |
| - | ---------------- | ---------------------- | --------- |
| 1 | Кора-Урсдон      | село                   | ↘1221     |